# Dulcinea
| Оценки критиков | Оценки критиков |
| Источник        | Оценка          |
| --------------- | --------------- |
| Allmusic        | [ 1 ]           |
| Classic Rock    | [ 2 ]           |

Dulcinea (с англ. — «Дульсинея») — альбом группы Toad the Wet Sprocket, выпущенный в 1994 году. Это их четвёртый студийный альбом с Columbia Records и продолжение их альбома Fear, выпущенного в 1991 году. Две песни из Dulcinea попали в чарты Modern Rock и Mainstream Rock: «Fall Down» и «Something’s Always Wrong». Dulcinea получила золотой сертификат RIAA 1 сентября 1994 г. и платиновый статус 31 июля 1995 г.

## Об альбоме
Название альбома является отсылкой к возлюбленной главного героя в классическом испанском романе Мигеля де Сервантеса «Дон Кихот». По крайней мере, две песни на альбоме отсылают к темам романа. «Crowing» — песня о человеке, который не умеет держаться за возлюбленного. «Windmills» — это метафорическая песня о том, как люди проводят большую часть своей жизни в погоне за абсурдными или невозможными занятиями (намёк на конкретную сцену из «Дон Кихота», где главный герой бесполезно атакует ветряную мельницу). Обложка альбома (нарисованная художником Джейсоном Холли) также изображает ветряную мельницу из романа Сервантеса.
Dulcinea также углубляется в некоторые духовные темы. «Fly from Heaven» поётся с точки зрения Иакова, который изображается как брат Иисуса и расстроен тем, что Павел манипулирует словом Иисуса. «Begin» и «Reincarnation Song» исследуют вопросы смерти и загробной жизни .
Глен Филлипс сказал, что Dulcinea, вероятно, является его любимым альбомом Toad, потому что они начали понимать, что делают, но ещё не задумывались над вещами.

## Список треков
| №   | Название                                      | Автор(ы)               | Длительность |
| --- | --------------------------------------------- | ---------------------- | ------------ |
| 1.  | «Fly from Heaven»                             | Glen Phillips          | 4:33         |
| 2.  | «Woodburning»                                 | Todd Nichols, Phillips | 3:59         |
| 3.  | «Something's Always Wrong»                    | Nichols, Phillips      | 4:59         |
| 4.  | «Stupid»                                      | Phillips               | 2:42         |
| 5.  | «Crowing»                                     | Phillips               | 3:20         |
| 6.  | «Listen»                                      | Nichols, Phillips      | 4:09         |
| 7.  | «Windmills»                                   | Phillips               | 3:50         |
| 8.  | «Nanci»                                       | Phillips               | 3:00         |
| 9.  | «Fall Down»                                   | Nichols, Phillips      | 3:24         |
| 10. | «Inside»                                      | Nichols, Phillips      | 4:19         |
| 11. | «Begin»                                       | Nichols, Phillips      | 4:05         |
| 12. | «Reincarnation Song»                          | Phillips               | 4:44         |
| 13. | «Hope» (bonus track on international release) |                        | 3:37         |

Другие треки, записанные во время сессий альбома 1993 года, включали «Crazy Life» (позже выпущенный на саундтреке Empire Records и ремикшированный Томом Лордом-Алджем для Coil), а также альтернативный вариант «Reincarnation Song» и два трека, «Hope» и «All Right», который выйдет на In Light Syrup в следующем году.

## Участвовали в создании
- Дин Диннинг — бас, клавишные, бэк-вокал
- Рэнди Гасс — ударные, перкуссия
- Тодд Николс — гитары, бэк-вокал
- Глен Филлипс — вокал, гитара, клавишные

## Чарты
| Чарт (1994)         | Высшая позиция |
| ------------------- | -------------- |
| США (Billboard 200) | 34             |

## Сертификация
| Регион                                                      | Сертификация | Продажи    |
| ----------------------------------------------------------- | ------------ | ---------- |
| США (RIAA)                                                  | Платиновый   | 1 000 000^ |
| ^ Данные о тиражах приведены только на основе сертификации. |              |            |